# 喬雅琳
喬雅琳（英語：ArielChiao，1994年2月25日—），是台灣女演員。為三立藝能旗下藝人。

## 影視作品

### 長篇劇集
| 首播 | 頻道                   | 劇名           | 角色         |
| 2015 | 三立都會台、東森綜合台 | 料理高校生     | 張喧雅       |
| 2017 | 東森超視               | 惡作劇之吻     | 石理美(美美) |
| 2019 | 台視、三立都會台       | 你有念大學嗎？ | 李小恬       |
| 2020 | 華視、三立都會台       | 我的青春沒在怕 | 羅丹芳       |

### 迷你劇集
| 首播 | 頻道          | 劇名     | 角色 |
| 2020 | myVideo、KKTV | 記憶浮島 | 婉婷 |

### 長篇電影
- 2022年 《初戀慢半拍》飾演 婷婷

### 短篇電影
- 2020年 《紙由你》

## 廣告作品

### 電視廣告
- - 2015麥當勞 - 胡麻豬排堡
  - 2018小三美日

### 平面廣告
- - 玩大學球衣型錄
  - 台灣500高校制服年鑑
  - 台灣高校撲克牌二代
  - Color Girls年曆
  - POLY LULU網拍模特
  - CACO 網拍模特

## 參與節目
- 2015三立都會台完全娛樂 -(來賓)
- 2016中天綜合台、中天娛樂台小燕之夜 - (來賓)
- 2018中天綜合台麻辣天后傳 - (來賓)
- 2020三立都會台完全娛樂 - (來賓)

## 外部連結
- 喬雅琳的Facebook專頁
- 喬雅琳的Instagram帳戶